# Thelypteris imitata
Thelypteris imitata là một loài dương xỉ trong họ Thelypteridaceae. Loài này được Alain mô tả khoa học đầu tiên năm 1978.
Danh pháp khoa học của loài này chưa được làm sáng tỏ. 